# トンボ (企業)
株式会社トンボ（TOMBOW Co.,Ltd）は、岡山県岡山市北区厚生町に本社を置く、学校の制服や体操服を中心とした衣料品の製造販売を行う日本の企業。2006年までテイコク株式会社という社名であった。

## 概要
1876年（明治9年）創業者の三宅熊五郎が、現在の岡山県玉野市八浜で創業。
足袋の製造を開始。
1924年に帝国足袋株式会社に改組。
1930年より学生服の製造を開始する。
1955年には同社が製造する制服のブランド「トンボ」に制定。第一次ベビーブームの影響もあって、徐々に業績を拡大してゆく。
同社の原動力の一つとして革新性とデザイン力に重点を置いていることが挙げられる。
特に学生服メーカーは1970年代以降、その多くが倒産してゆく中で、
学生服メーカーとしてはいち早く1969年東京に商品企画室を置き、スポーツウェアなどの新たな分野へ移行してきた実績を持つ。
1974年帝国興業株式会社からテイコク株式会社に社名変更、本社事務所も岡山市に移転した。
大手学生服業4社である、トンボ（トンボ学生服）、明石スクールユニフォームカンパニー（富士ヨット学生服）、瀧本（スクールタイガー学生服）、菅公学生服（カンコー学生服）のうちの1社に数えられる。
全国各地の学生服・女子通学服を取り扱い、品質の高さにおいて評価を持っている。
令和元年に同業の瀧本の株式を買収し子会社化した。これによって学生服業界で首位に躍り出た。

## 沿革
- 1876年（明治9年）三宅熊五郎により創業
- 1924年（大正13年）法人設立、帝国足袋株式会社と称す
- 1930年（昭和5年）学生服の生産・発表を開始
- 1944年（昭和19年）帝国興業株式会社に社名変更
- 1955年（昭和30年）学生服・作業服・トレーニングパンツ JIS規格表示許可工場となる / テトロン製品生産開始
- 1971年（昭和46年）スポーツウエア専門工場柵原工場を建設(現　美咲工場)
- 1974年（昭和49年）テイコク株式会社に社名変更
- 1976年（昭和51年）創業100周年 / S.I.（スクールアイデンティティ）を提唱 /（株）ハーバードを設立
- 1983年（昭和58年）業界初のウール50%のウォッシャブル学生服誕生
- 1986年（昭和61年）創業110周年記念事業として 「WE LOVE トンボ」絵画コンクール を開始
- 1989年（平成元年）デザイナー・山本寛斎とスクールユニフォームで提携
- 1990年（平成2年）デザイナー・桂由美とレディスオフィスユニフォームで提携
- 1994年（平成6年）デザイナー・中野裕通とスクールユニフォームで提携
- 1997年（平成9年）介護、リハビリウエア「 KIRAKU」販売開始
- 2001年（平成13年）コムサデモード・スクールレーベル販売開始
- 2003年（平成15年）オリーブデオリーブ・スクール ライセンス提携
- 2006年（平成18年）創業130周年 / 株式会社トンボに社名変更
- 2008年（平成20年）スポーツウエアで「YONEX」と業務提携
- 2010年（平成22年）「いい服の日」制定(11月29日)
- 2011年（平成23年）岡山県真庭市と「未来につなぐ真庭の森づくり協定」締結
- 2014年（平成26年）シニア犬向けブランド「With」立ち上げ
- 2015年（平成27年）介護ブランド「栗原はるみ」発売開始 / 「EAST BOY」発売開始
- 2016年（平成28年）創業140周年
- 2018年（平成30年）「YONEX」をヘルスケア事業で展開

## その他
製品の機能や品質に力を入れていて、同社の持つブランド VARSTYMATE(バーシティメイト) を元にモデルチェンジに対応するため企画提案を行っている。
また自由学校制服ブランド OLIVE des OLIVE School（オリーブデオリーブスクール と &be（アンビー）は有名ブランドを中心に業界の中でも強さを誇る。
詰襟学生服は従来は富士ヨット学生服やカンコー学生服が強かったが、対抗して2006年からTOMBOW MAXを発売し。過去にSMAPなどのジャニーズ事務所所属タレントを広告に用いていた。近年では斉藤祥太・斉藤慶太や瑛太、香椎由宇など起用している。2010年からはアニメ『名探偵コナン』のキャラクターを前面に出した広告戦略を打ち出している。
スポーツウェアでは、学校体操服やマーチングウェア、国体ウエア、日本バレーボール協会公認のユニフォーム等も手掛け、女子Vリーグの『岡山シーガルズ』公式ユニフォームもトンボのブランドVICTORYである。

## 主な取り扱いブランド
- トンボ学生服
- VARSTYMATE
- EAST BOY
- COMME CA School Labelコムサ・スクールレーベル
- OLIVE des OLIVE SCHOOL
- KANSAI SCHOOL FORM
- ヒロミチナカノ
- Primary
- TOMBOW Joy
- MyPalette

スポーツウェア
- VICTORY
- YONEX
- TOMBOW
- MyPalette

介護ウェア
- KIRAKU
- YONEX
- TOMBOW MEDICAL WEAR

ドッグハーネス
- With

## テレビ番組
- 日経スペシャル カンブリア宮殿 1万校分を入学式に一斉納品！驚きの学生服生産の世界（2016年6月9日、テレビ東京）[3]